# Esperança Rabat Ribes
Esperança Rabat Ribes (Barcelona, 1959) és una historiadora de l'art catalana.
Va estudiar a la Universitat Autònoma de Barcelona i a l'Escola Eina de Barcelona. Ha exercit com a crítica d'art i disseny en diversos diaris i revistes. És autora de nombrosos anuaris sobre disseny i ha comissariat diverses exposicions. Ha impartit classes d'art i disseny a les escoles DIAC, Eina i ESDI. Ha estat membre de la junta de l'ADI FAD entre el 1987 el 1990 i del consell directiu del FAD del 1990 al 1997. Juntament amb Marta Barangé va dissenyar una safata (1992), produïda per Alessi.